# Pałacyk Michla

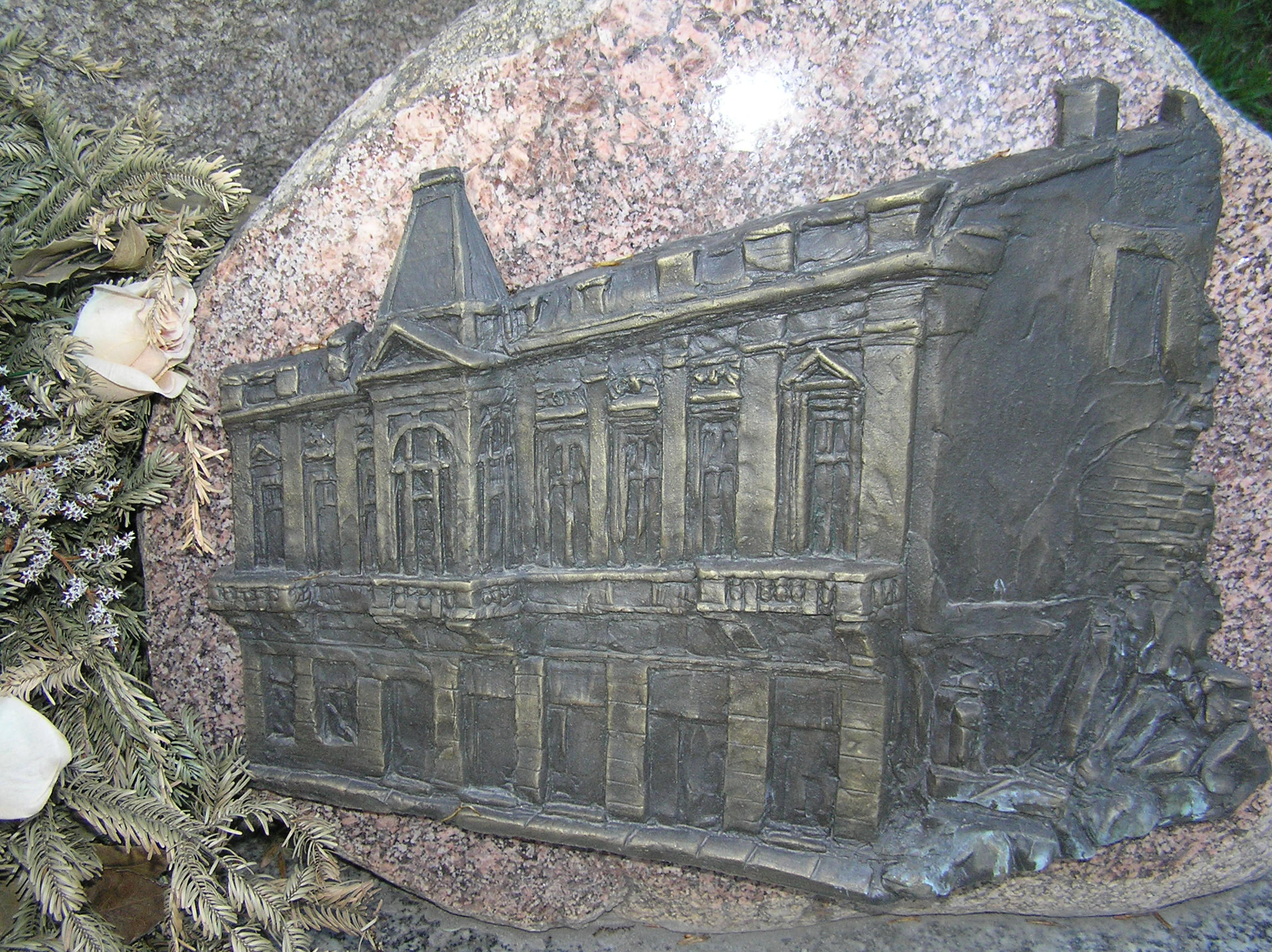
Le Palais Michler, dont la chanson tire son nom.

Pałacyk Michla (« Le Palais Michler (en) ») est une chanson polonaise du poète et insurgé Józef Szczepański (en), écrite en 1944 pendant l'Insurrection de Varsovie, dont c'est l'un des airs les plus connus.
Pendant le soulèvement de Varsovie, vers les 4 et 5 août 1944, le palais Michler a été le théâtre d'intenses combats impliquant l'unité d'insurgés du bataillon Parasol. Le poète insurgé Józef Szczepański, lui-même membre du Parasol, décide d'immortaliser ces combats dans une chanson, l'interprétant dans ses environs le soir du 4 août,. La chanson, publiée peu de temps après dans un journal insurgé, a rapidement gagné en popularité parmi les partisans, et a été interprétée pour eux par le chanteur populaire Mieczysław Fogg, avant de gagner en popularité dans toute la Pologne,,.
Le lendemain, les Allemands s'emparèrent du bâtiment qui, endommagé lors des combats, fut démoli peu après.
La mélodie de la chanson était basée sur celui d'une chanson polonaise d'avant-guerre appelée Nie dami Popradowej fali. Cet air a été écrit par le compositeur slovaque Jan Šťastný,,.